# Restauration nationale (Pérou)
Pour les articles homonymes, voir Restauration nationale.
 (février 2020).
Si vous disposez d'ouvrages ou d'articles de référence ou si vous connaissez des sites web de qualité traitant du thème abordé ici, merci de compléter l'article en donnant les références utiles à sa vérifiabilité et en les liant à la section « Notes et références ».
Restauration nationale (en espagnol : Restauración Nacional) est un parti politique péruvien.

## Historique
Il est fondé dans le but de participer aux élections générales de 2006, et reconnu comme parti politique le 25 novembre 2005. Son dirigeant est le pasteur évangélique Humberto Lay Sun, candidat à la présidence. Ses candidats à la première et à la deuxième vice-présidence sont Máximo San Román et María Eugenia de la Puente, fille d'un guérillero de gauche des années 1960, Luis de la Puente Uceda (en). Le candidat du parti à la présidence obtient 4,4 % des voix et le parti obtient deux sièges au Congrès, ayant franchi le seuil des 4 %. Il appelle à voter pour Alan García au second tour de l'élection présidentielle.
Le parti s'allie aux partis Action populaire, Somos Perú et Pérou possible pour former un groupe parlementaire au Congrès sous la bannière du Front du centre.